# Grzegorz Kasprzik
Grzegorz Kasprzik (ur. 20 września 1983 w Pyskowicach) – polski piłkarz grający na pozycji bramkarza w Dębie Gaszowice. Były młodzieżowy reprezentant Polski. Posiada także niemieckie obywatelstwo. Brat Tomasza Kasprzika, bramkarza LZS Leśnica.

## Kariera

### Początki kariery
Kasprzik rozpoczął swoją karierę w Górniku Zabrze, gdzie na pierwszy trening zaprowadził go ojciec. W 2000 roku wystąpił na Mistrzostwach Europy do lat 16 w Izraelu. Jako 19-latek uważany był za jednego z najzdolniejszych bramkarzy w kraju. Występował też w juniorskiej reprezentacji Antoniego Szymanowskiego. Testowany był m.in. przez Legię Warszawa, Amikę Wronki i Świtu Nowy Dwór Mazowiecki. Rozwój jego kariery zahamowało zerwanie więzadeł w kolanie oraz problemy z prawem. 16 miesięcy spędził w areszcie śledczym w Gliwicach z powodu zarzutów pobicia. Na początku 2005 roku trafił do Przyszłości Ciochowice i występował tam przez kolejne dwa sezony.

### Piast Gliwice
Latem 2006 roku podpisał kontrakt z Piastem Gliwice, w którego barwach zadebiutował 16 września, kiedy to wystąpił w meczu ze Stalą Stalowa Wola. W sezonie 2006/07 rozegrał tylko pięć ligowych spotkań, jednak już w kolejnych rozgrywkach stał się podstawowym bramkarzem Piasta. Wraz z drużyną w sezonie 2007/08 awansował do Ekstraklasy. W najwyższej klasie rozgrywkowej zadebiutował 9 sierpnia 2008 roku w wygranym 2:0 spotkaniu przeciwko Cracovii. W sezonie 2008/09 wystąpił we wszystkich, trzydziestu ligowych meczach.

### Lech Poznań
W czerwcu 2009 roku Kasprzik podpisał czteroletni kontrakt z Lechem Poznań. W debiucie wybronił dwa rzuty karne w przeciwko Wiśle Kraków, zaś Lech zdobył Superpuchar Polski. 30 lipca po raz pierwszy zagrał w europejskich pucharach. Wystąpił wówczas w meczu trzeciej rundy eliminacyjnej Ligi Europy z Fredrikstad FK. Z rozgrywek Lech odpadł w następnej fazie po rzutach karnych w pojedynku z Club Brugge. Przy jedynym golu w regulaminowym czasie gry Kasprzik popełnił błąd, gdy po strzale zza pola karnego Vadisa Odjidjy-Ofoe odbij piłkę przed siebie, wprost do Wesleya Snocka. Miejsce w podstawowym składzie stracił po ósmej kolejce Ekstraklasy i spotkaniu z Legią Warszawa. Na kolejny mecz z Arką Gdynia w ogóle nie pojechał. Potem już do końca sezonu pełnił rolę rezerwowego. W przerwie zimowej pojawiły się doniesienia, że Lech chce się pozbyć Kasprzika, ostatecznie jednak piłkarz pozostał w klubie. W styczniu 2010 roku lekarze przeprowadzili badania, które wykazały u niego kontuzję stawu kolanowego, w wyniku której nie zagrał już do końca sezonu. W marcu 2012 Lech za porozumieniem rozwiązał kontrakt z Kasprzikiem.

### Flota Świnoujście i Nieciecza KS
Pod koniec lipca 2012 roku Kasprzik podpisał kontrakt z pierwszoligową wówczas Flotą Świnoujście. Rok później wraz z Sebastianem Olszarem opuścił klub i przeniósł się do Niecieczy KS. 6 grudnia klub rozwiązał z nim kontrakt.

### Górnik Zabrze
27 grudnia 2013 roku Kasprzik został graczem Górnika Zabrze, z którym związał się półrocznym kontraktem z opcją przedłużenia o kolejne dwa lata.

## Statystyki kariery
(aktualne na dzień 24 sierpnia 2015)
| Klub               | Sezon              | Liga               | Liga  | Liga   | Puchar Polski | Puchar Polski | Puchar Ekstraklasy | Puchar Ekstraklasy | Europa | Europa | Inne  | Inne   | Suma  | Suma   |
| Klub               | Sezon              | Liga               | Mecze | Bramki | Mecze         | Bramki        | Mecze              | Bramki             | Mecze  | Bramki | Mecze | Bramki | Mecze | Bramki |
| ------------------ | ------------------ | ------------------ | ----- | ------ | ------------- | ------------- | ------------------ | ------------------ | ------ | ------ | ----- | ------ | ----- | ------ |
| Piast Gliwice      | 2006/07            | II liga            | 5     | 0      | 1             | 0             | –                  | –                  | –      | –      | –     | –      | 6     | 0      |
| Piast Gliwice      | 2007/08            | II liga            | 29    | 0      | 0             | 0             | –                  | –                  | –      | –      | –     | –      | 29    | 0      |
| Piast Gliwice      | 2008/09            | Ekstraklasa        | 30    | 0      | 1             | 0             | 3                  | 0                  | –      | –      | –     | –      | 34    | 0      |
| Lech Poznań        | 2009/10            | Ekstraklasa        | 8     | 0      | 0             | 0             | –                  | –                  | 3      | 0      | 1     | 0      | 12    | 0      |
| Lech Poznań        | 2010/11            | Ekstraklasa        | 0     | 0      | 0             | 0             | –                  | –                  | 0      | 0      | –     | –      | 0     | 0      |
| Lech Poznań        | 2011/12            | Ekstraklasa        | 0     | 0      | 0             | 0             | –                  | –                  | –      | –      | –     | –      | 0     | 0      |
| Flota Świnoujście  | 2012/13            | I liga             | 33    | 0      | 5             | 0             | –                  | –                  | –      | –      | –     | –      | 38    | 0      |
| Nieciecza KS       | 2013/14 (j)        | I liga             | 4     | 0      | 1             | 0             | –                  | –                  | –      | –      | –     | –      | 5     | 0      |
| Górnik Zabrze      | 2013/14 (w)        | Ekstraklasa        | 9     | 0      | 2             | 0             | –                  | –                  | –      | –      | –     | –      | 11    | 0      |
| Górnik Zabrze      | 2014/15            | Ekstraklasa        | 5     | 0      | 0             | 0             | –                  | –                  | –      | –      | –     | –      | 5     | 0      |
| Górnik Zabrze      | 2015/16            | Ekstraklasa        | 20    | 0      | 0             | 0             | –                  | –                  | –      | –      | –     | –      | 1     | 0      |
| Ogólnie w karierze | Ogólnie w karierze | Ogólnie w karierze | 124   | 0      | 10            | 0             | 3                  | 0                  | 3      | 0      | 1     | 0      | 141   | 0      |

## Sukcesy

### Lech Poznań
- Mistrzostwo Polski (1): 2009/10
- Superpuchar Ekstraklasy (1): 2009